# Samanta Villar

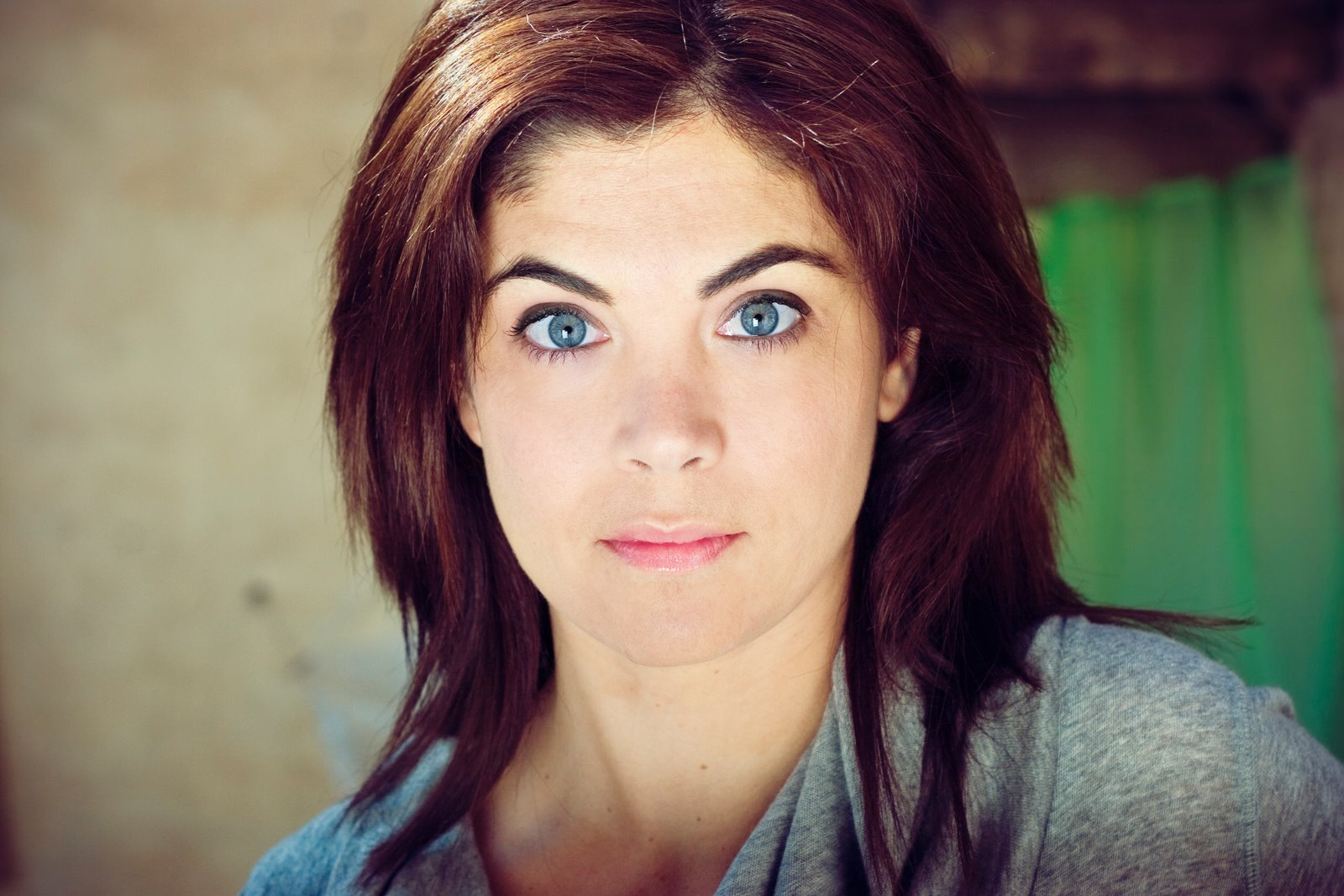
Samanta Villar (2009)

Samanta Villar Fitó (* 16. September 1975 in Barcelona) ist eine spanische Journalistin.
Sie studierte Kommunikationswissenschaften an der Autonomen Universität Barcelona (Postgraduales Studium Regie/Kamera und Produktion an der Ramon-Llull-Universität) und Darstellende Kunst mit Nancy Muñón.
Sie begann als Regieassistentin in TV3.

## Fernsehsendungen
- Nachrichtensender, Viladecans Televisió, 1998
- Agenda cultural, Barcelona Televisió, 1999
- Nachrichtensender, TVE Cataluña, 1999–2005
- España Directo, TVE 2005–2007
- Nachrichtensender, canal 3/24 de Televisió de Catalunya. 2007–2008
- 21 días, Cuatro, 2008–2010.
- Conexión Samanta, Cuatro (2010–2015).